# アンフェナク
アンフェナク（Amfenac）とは、(2-アミノ-3-ベンゾイルフェニル)酢酸のことである。フェニル酢酸系の非ステロイド性抗炎症薬（NSAIDs）の1種でもある。CAS登録番号は51579-82-9。日本ではフェナゾックスとして2009年に薬価収載された。

## 薬理作用
アンフェナクはシクロオキシゲナーゼ（COX）を阻害する作用を持っている。なお、COX1もCOX2も共に阻害することが知られている

。
このため、プロスタグランディン類の生成が妨げられるので、鎮痛薬、抗炎症薬、解熱薬として作用する。

## 薬物動態
アンフェナクは血中でのタンパク結合率が高いことで知られている。これはin vitroでの結果ながら、ヒトのアルブミンに対して、95.4 ％から99.1 ％が結合したとの報告がある

。

## 構造

アンフェナクの極限構造式。ベンゾフェノンの誘導体であることが見て取れる。

アンフェナクの化学式はC15H13NO3、分子量は255.2686である。

## 誘導体
- ネパフェナク（英語版）は、アンフェナクが持つカルボキシ基と、アンモニアとが脱水縮合してアミドを形成した構造をしている。そして、ネパフェナクもまた非ステロイド性抗炎症薬の1種である。ただし、ネパフェナクはプロドラッグであり、その活性体はアンフェナクに他ならない[2]。
- ブロムフェナクは、アンフェナクが持つベイゾイル基中の水素のうちの1つが臭素に置換された構造をしている。やはり、ブロムフェナクも非ステロイド性抗炎症薬の1種である。